# IC 2099
IC 2099 — галактика типу S0 (спіральна галактика) у сузір'ї Ерідан.
Цей об'єкт міститься в оригінальній редакції індексного каталогу.